# Álvaro Feijó
Álvaro de Castro e Sousa Correia Feijó (Viana do Castelo, 5 de Junho de 1916 - Coimbra, 9 de Março de 1941) foi um poeta português. Morreu de cancro quando ainda não completara os vinte e cinco anos de idade.

## Biografia
Filho de Rui de Menezes de Castro Feijó e de D.Maria Luisa Malheiro de Faria e Távora Abreu e Lima, fez os  estudos secundários no colégio dos jesuítas de La Guardia, na vizinha Galiza, inscrevendo-se seguidamente na Faculdade de Direito da Universidade de Coimbra. Influenciado pela obra de seu tio-avô António Feijó (1859-1917), introdutor e cultor exímio do "Parnasianismo " francês no nosso país, surgem os "Primeiros Versos" de Álvaro Feijó que, segundo os críticos, constituem a manifestação de um talento poético embrionário.  Poemas de adolescência centram-se na subjectividade do "eu" e nos temas do amor, reeditando a tensão entre o amor espiritual e carnal, o cerne temático da lírica de Camões, mas com um pendor tendencial para o amor petrarquista. Por outro lado, o poeta tenta a definição do próprio caminho poético, denunciando a sua crise de identidade, dividido entre a sua condição de aristocrata e as exigências da transformação social: "calcorreei a estrada, encadernado/ de senhor feudal".

## Poesia
Os seus versos são publicados em revistas como Sol Nascente, O Diabo, Altitude e Seara Nova e, postumamente, no Novo Cancioneiro.
Companheiro no exercício poético de  Políbio Gomes dos Santos, Joaquim Namorado, José João Cochofel e Carlos de Oliveira, formado nos princípios da escola neo-realista, a sua poesia sofre a trágica influência da guerra civil de Espanha, entre 1936-1939, e da segunda Grande Guerra.
Corsário (1940), o único livro que publicou em vida, é o apelo fundamental à reforma da sociedade e da justiça social e ao esvaziamento dos conteúdos religiosos, substituídos por temas laicos. O poema "Prece" sintetiza os vectores temáticos de cariz neo-realista: "Ó senhora da noite!/ tu que cobres/ pés descalços e corpos mal vestidos./ Ó senhora da noite!/ tu que apagas/ a luz febril dos olhos que têm fome".
No "Diário de Bordo", que ficou incompleto devido à doença implacável, assistimos a uma nova estratégia temática: são versos de sarcasmo feroz dirigidos à própria classe aristocrata, ridicularizada nos seu actos de mundanidade frívola, numa ironia ao nível queirosiano.
Mas é no âmbito da temática religiosa que a poesia de Álvaro Feijó atinge uma perfeição notável de fundo e de forma, como no poema "Senhora da Apresentação", que constitui uma súmula dos vectores temáticos do neo-realismo: "O dossel a espuma./ O altar as vagas/ - e que altar enorme! - / Entre círios de estrelas, / Nossa Senhora da Apresentação/ e Justificação/ - a Fom

## Obras
- Corsário (1940)
- Poemas de Álvaro Feijó (obra póstuma, com prefácio de Armando Bacelar) (1941)